# 青木和雄
青木 和雄（あおき かずお、1945年9月1日 - ）は、日本のラジオパーソナリティ、タレント。元毎日放送アナウンサー・専属パーソナリティー。 現在はフリーアナウンサー。ニックネーム「青ちゃん」。174cm。既婚、1男あり。

## 来歴・人物
静岡県富士宮市出身。静岡県立富士高等学校卒業後に上京。明治大学卒業後、1968年に毎日放送入社。大阪に拠点を移してからは関西弁をマスターし、日常会話も静岡弁から関西弁に矯正した。
大学の同期には横浜DeNAベイスターズGMの高田繁、MBSの同期には板倉俊彦、角淳一（共にアナウンサー）など。MBSの最長寿番組でもあった「素人名人会」のプロデューサーも番組末期に務めていた。
TBS制作の音楽番組『ザ・ベストテン』（1978年 - 1989年）で、近畿2府4県と徳島県の中継リポーター（通称：追っかけマン）を務めた（初代は斎藤努）。
2005年8月31日定年退職、専属パーソナリティ契約を結び同局の番組に引き続いて出演しているが、2010年4月10日からラジオ大阪で「青木和雄の土曜がいちばん!」でMBS以外の在阪局では初のレギュラー番組を持つことになりフリーアナウンサーの活動を開始。

## 現在の出演番組
なし

## 過去の出演番組
テレビ
- なるほど!（通販番組）
- はっぴーまる得マーケット（月曜～木曜11:05頃、きょう発プラス!内 通販番組）
- ワイドYOU[1] - 東北放送・静岡放送[注 1]・山陽放送・中国放送にもネットされた1980年代の情報番組。平日の午後2時台に放送されていた。
- ザ・ベストテン（関西地区おっかけマン・ラジオベストテン情報MBSラジオ担当)[2]
- SAMBA・TV - ザ・ベストテン2000（THE ALFEEのおっかけマン）
- あどりぶランド[2]
- 宵待5（月曜～木曜担当メインキャスター）
- 近畿は美しく
- MBSニュース（随時）
- 100万円ジャンボクイズ
- おかえりワイド　ほか

ラジオ
- こども音楽コンクール
- 青ちゃんのてるてるリクエスト
- 歌うハイウエイ〜5時になったら〜（水 - 金曜パーソナリティ） - 1971年5月3日 - 1972年4月7日
- ミュージックハイウェイ[2]
- 毎日放送ラジオ大通り - 1975年4月 - [2]
- MBSミッドナイトジョッキー - 1976年
- 青木和雄のムービー倶楽部 - 1979年4月7日 - 1983年3月19日
- 青木和雄の歌謡ベスト10 - 1984年4月14日 - 1988年4月9日[1][2]
- 青ちゃんのほかほかミュージック - 1989年10月11日 - 1990年4月6日
- 青ちゃんの朝いち!ごちそう便♪
- 青木和雄の土曜がいちばん!（ラジオ大阪） - 2010年4月10日 - 2015年3月27日
- 青木和雄の昼までえぇやん!（ラジオ大阪） - 2015年3月30日 - 2019年3月29日
- 青ちゃんのサタデーパーク（FM千里）